# Iobenguane (131I)
Йобенгуан (131I) — радиофармацевтический препарат для лечения феохромоцитомы и параганглиомы. Одобрен для применения: США (2018).

## Механизм действия
По химической структуре сходен с норадреналином.

## Показания
Лечение неоперабельной или метастатической феохромоцитомы или параганглиомы